# Janet Street-Porter
Janet Street-Porter (Brentford, 27 dicembre 1946) è un personaggio televisivo e giornalista britannica.
È stata redattore per due anni del The Independent on Sunday, ma ha lasciato il lavoro per diventare redattore nel 2002.
È stata nominata Cavaliere dell'Ordine dell'Impero Britannico (CBE) nel 2016 per i servizi svolti nell'ambito dei media e del giornalismo.